# 1944 en musique
| \| • Retour à la chronologie générale de la musique populaire • \| |
| XXIe siècle • XXe siècle • XIXe siècle • XVIIIe siècle XVIIe siècle • XVIe siècle • XVe siècle • XIVe siècle XIIIe siècle • XIIe siècle • XIe siècle • Xe siècle IXe siècle • VIIIe siècle • Haut Moyen Âge • Rome • Grèce |
| • Retour à la chronologie générale de la musique populaire • |

| • Retour à la chronologie générale de la musique populaire • |

| Années de la musique populaire : 1941 - 1942 - 1943 - 1944 - 1945 - 1946 - 1947    |
| Décennies de la musique populaire : 1910 - 1920 - 1930 - 1940 - 1950 - 1960 - 1970 |

Cet article présente les faits marquants de l'année 1944 en musique.

## Évènements
- 18 janvier : Louis Armstrong, Coleman Hawkins, Lionel Hampton, Art Tatum, Oscar Pettiford, Billie Holiday et Mildred Bailey se produisent au Metropolitan Opera de New York.

## Succès de l'année enFrance
- Ah ! le petit vin blanc - Lina Margy

## Naissances
- 9 janvier : Jimmy Page, fondateur et guitariste du groupe de rock Led Zeppelin.
- 17 janvier : Françoise Hardy, auteur-compositrice-interprète française († 11 juin 2024).
- 27 janvier : Nick Mason, batteur du groupe de rock britannique Pink Floyd.
- 23 février : Johnny Winter, guitariste et chanteur de blues américain († 16 juillet 2014).
- 1er mars : Roger Daltrey, fondateur et chanteur du groupe de rock The Who.
- 31 mars : Pascal Danel, chanteur et compositeur français († 25 juillet 2024).
- 12 avril : Karel Kryl,  chanteur tchèque († 3 mars 1994).
- 4 mai : Dave, chanteur franco-néerlandais.
- 20 mai : Joe Cocker, chanteur de rock britannique († 22 décembre 2014).
- 25 mai : Pierre Bachelet, chanteur français († 15 février 2005).
- 27 mai : Alain Souchon, chanteur, compositeur et acteur français.
- 28 mai : Gary Stewart, musicien de country et un auteur-compositeur américain († 16 décembre 2003)
- 30 mai : Luis Rego, chanteur et acteur du groupe Les Charlots.
- 11 avril : Nicoletta (Nicole Grisoni), chanteuse française.
- 4 juin : Antoine, auteur-compositeur-interprète et navigateur français.
- 25 juin : Robert Charlebois, chanteur et comédien canadien.
- 12 septembre : Barry White, auteur-compositeur-interprète américain († 4 juillet 2003).
- 3 juillet : Michel Polnareff, auteur-compositeur-interprète français.
- 15 août : Sylvie Vartan, chanteuse franco-bulgare.
- 1er octobre : Dani, chanteuse et comédienne française († 18 juillet 2022).
- 7 octobre : Judee Sill, chanteuse de folk américaine († 23 novembre 1979).
- 22 novembre : Max Romeo, chanteur jamaïcain († 11 avril 2025).
- 4 décembre : Dennis Wilson, batteur du groupe de rock américain The Beach Boys († 28 décembre 1983).
- 12 décembre : Kazuo Funaki, chanteur japonais.

## Principaux décès
- 3 février :  Yvette Guilbert chanteuse française.

- 16 décembre : Glenn Miller, tromboniste.